# Terra de Jerichow
Terra de Jerichow (em alemão: Jerichower Land) é um distrito (Kreis ou Landkreis) da Alemanha localizado no estado da Saxônia-Anhalt.

## Cidades e municípios
| Cidades livres                                                     | Municípios livres                   |
| ------------------------------------------------------------------ | ----------------------------------- |
| 1. Burg bei Magdeburg 2. Genthin 3. Gommern 4. Jerichow 5. Möckern | 1. Biederitz 2. Elbe-Parey 3. Möser |